# Cámara de Senadores de Entre Ríos
La Honorable Cámara de Senadores de la provincia de Entre Ríos es una de las Cámaras que integra el Poder Legislativo provincial, compuesta por 17 bancas que representan a cada uno de los departamentos en los que se divide la provincia.
La presidencia del Senado se encuentra a cargo de la vicegobernación desde donde se preside las sesiones, aunque esta figura no participa de los debates ni tiene derecho a voto; salvo en caso de empate. A su vez la presidencia se encuentra secundada por una vicepresidencia 1º y una vicepresidencia 2º. Además asisten a esta mesa directiva una figura de secretario y prosecretario que no son legisladores, pero cumplen funciones parlamentarias, administrativas y de coordinación.
Los cargos del Senado son electos a pluralidad de sufragios, duran en sus cargos el término de cuatro años y son reelegibles.
Además de participar en la formulación y sanción de las leyes, el Senado tiene poderes exclusivos que no se le conceden a la Cámara de Diputados. Entre ellos está juzgar en juicio público a los acusados por la Cámara de Diputados y prestar o negar acuerdo al Poder Ejecutivo, para el nombramiento de los miembros del Superior Tribunal de Justicia; los titulares de los Ministerios Públicos Fiscal y de la Defensa; restantes magistrados y funcionarios del Poder Judicial; fiscal de Estado; Contador General de la Provincia, Tesorero General de la Provincia; miembros del Tribunal de Cuentas; dirección del Consejo General de Educación; vocales del Consejo General de Educación y demás funcionarios para los cuales la ley establezca esta forma de nombramiento.

## Requisitos
Para que una persona pueda ocupar un cargo en el Senado provincial de Entre Ríos, debe cumplir una serie de requisitos: 
- Debe haber cumplido la edad de treinta años
- Tener seis años de ciudadanía en ejercicio
- Ser natural del departamento que lo elija, o con dos años de residencia inmediata en él
Es un cargo incompatible con posibles empleos en el Poder Ejecutivo nacional, de la Provincia o de las municipalidades (con excepción del profesorado nacional y de las comisiones honorarias eventuales); con todo otro cargo de carácter electivo nacional, provincial, municipal o de otra provincia; y con el de funcionario o empleado dependiente de una empresa particular que tenga relaciones permanentes con los poderes públicos de la Provincia.

## Composición actual (2023-2027)

### Bloques
| Bloque | Bloque                | Senadores |
| ------ | --------------------- | --------- |
|        | Más para Entre Ríos   | 8         |
|        | Juntos por Entre Ríos | 8         |
|        | Peronismo Federal     | 1         |
| Total  | Total                 | 17        |

### Lista de Senadores
El mandato de los Senadores es desde el 10 de diciembre de 2023 al 10 de diciembre de 2027. 
| Departamento     | Senador                    | Bloque | Bloque                |
| ---------------- | -------------------------- | ------ | --------------------- |
| Colón            | Ramiro Adolfo Favre        |        | Juntos por Entre Ríos |
| Concordia        | Gloria Liliana Cozzi       |        | Juntos por Entre Ríos |
| Diamante         | José Gustavo Vergara       |        | Juntos por Entre Ríos |
| Federación       | Rubén Alberto Dal Molín    |        | Juntos por Entre Ríos |
| Federal          | Nancy Susana Miranda       |        | Más para Entre Ríos   |
| Feliciano        | Gladys Elizabeth Domínguez |        | Peronismo Federal     |
| Gualeguay        | Alberto Casiano Otaegui    |        | Juntos por Entre Ríos |
| Gualeguaychú     | Jaime Pedro Benedetti      |        | Juntos por Entre Ríos |
| Islas del Ibicuy | Rubén Hernán Méndez        |        | Juntos por Entre Ríos |
| La Paz           | Patricia Teresa Díaz       |        | Más para Entre Ríos   |
| Nogoyá           | Rafael Cavagna             |        | Juntos por Entre Ríos |
| Paraná           | Claudia Fabiana Silva      |        | Más para Entre Ríos   |
| San Salvador     | Marcelo Fabián Berthet     |        | Más para Entre Ríos   |
| Tala             | Juan Diego Conti           |        | Más para Entre Ríos   |
| Uruguay          | Martín Héctor Oliva        |        | Más para Entre Ríos   |
| Victoria         | Víctor Horacio Sanzberro   |        | Más para Entre Ríos   |
| Villaguay        | Juan Pablo Cosso           |        | Más para Entre Ríos   |

## Composición histórica
| 2019-2023        | 2019-2023                   | 2019-2023 | 2019-2023                             |
| Departamento     | Senador                     | Bloque    | Bloque                                |
| ---------------- | --------------------------- | --------- | ------------------------------------- |
| Colón            | Mauricio Javier Santa Cruz  |           | Frente Justicialista CREER Entre Ríos |
| Concordia        | Armando Luis Gay            |           | Frente Justicialista CREER Entre Ríos |
| Diamante         | Claudia Ester Gieco         |           | Frente Justicialista CREER Entre Ríos |
| Federación       | Rubén Alberto Dal Molín     |           | Juntos por el Cambio                  |
| Federal          | Nancy Susana Miranda        |           | Frente Justicialista CREER Entre Ríos |
| Feliciano        | Ester González              |           | Frente Justicialista CREER Entre Ríos |
| Gualeguay        | Francisco Alejandro Morchio |           | Juntos por el Cambio                  |
| Gualeguaychú     | Jorge Francisco Maradey     |           | Frente Justicialista CREER Entre Ríos |
| Islas del Ibicuy | Daniel Horacio Olano        |           | Frente Justicialista CREER Entre Ríos |
| La Paz           | Amilcar René Genre Bert     |           | Frente Justicialista CREER Entre Ríos |
| Nogoyá           | Flavia Gisela Maidana       |           | Frente Justicialista CREER Entre Ríos |
| Paraná           | Jan Carlos Kloss            |           | Frente Justicialista CREER Entre Ríos |
| San Salvador     | Marcelo Fabián Berthet      |           | Frente Justicialista CREER Entre Ríos |
| Tala             | Omar Eduardo Migueles       |           | Juntos por el Cambio                  |
| Uruguay          | Horacio César Amavet        |           | Frente Justicialista CREER Entre Ríos |
| Victoria         | Gastón Bagnat               |           | Juntos por el Cambio                  |
| Villaguay        | Adrián Federico Fuertes     |           | Frente Justicialista CREER Entre Ríos |

| 2015-2019        | 2015-2019                   | 2015-2019 | 2015-2019                    |
| Departamento     | Senador                     | Bloque    | Bloque                       |
| ---------------- | --------------------------- | --------- | ---------------------------- |
| Colón            | Pablo Andrés Canali         |           | Frente para la Victoria      |
| Concordia        | Ángel Francisco Giano       |           | Frente para la Victoria      |
| Diamante         | Rogelio Omar Schild         |           | Cambiemos                    |
| Federación       | Miguel David Piana          |           | Cambiemos                    |
| Federal          | Nancy Susana Miranda        |           | Frente para la Victoria      |
| Feliciano        | Osvaldo Claudio Viano       |           | Frente para la Victoria      |
| Gualeguay        | Francisco Alejandro Morchio |           | Cambiemos                    |
| Gualeguaychú     | Nicolás Mattiauda           |           | Cambiemos                    |
| Islas del Ibicuy | Daniel Horacio Olano        |           | Frente para la Victoria      |
| La Paz           | Aldo Alberto Ballestena     |           | Frente para la Victoria      |
| Nogoyá           | Beltrán Alberto Lora        |           | Cambiemos                    |
| Paraná           | Raymundo Arturo Kisser      |           | Cambiemos                    |
| San Salvador     | Lucas Larrarte              |           | Frente para la Victoria      |
| Tala             | Héctor Exequiel Blanco      |           | Justicialista Todos por Tala |
| Uruguay          | René Alcides Bonato         |           | Frente para la Victoria      |
| Victoria         | Roque Ramón Ferrari         |           | Cambiemos                    |
| Villaguay        | Mario César Torres          |           | Frente para la Victoria      |

| 2011-2015        | 2011-2015               | 2011-2015 | 2011-2015               |
| Departamento     | Senador                 | Partido   | Partido                 |
| ---------------- | ----------------------- | --------- | ----------------------- |
| Colón            | Oscar Arletazz          |           | Partido Justicialista   |
| Concordia        | Enrique Tomás Cresto    |           | Partido Justicialista   |
| Diamante         | Daniel Ernesto Kramer   |           | Partido Justicialista   |
| Federación       | María Angélica Guerra   |           | Partido Justicialista   |
| Federal          | Eduardo Alberto Taleb   |           | Partido Justicialista   |
| Feliciano        | Ester González          |           | Partido Justicialista   |
| Gualeguay        | Rubén Alfredo Matorras  |           | Partido Justicialista   |
| Gualeguaychú     | Natalio Juan. A Gerdau  |           | Partido Justicialista   |
| Islas del Ibicuy | César Eduardo Melchiori |           | Partido Justicialista   |
| La Paz           | Aldo Alberto Ballestena |           | Partido Justicialista   |
| Nogoyá           | Aurelio Juan Suárez     |           | Partido Justicialista   |
| Paraná           | Juan Carlos Brambilla   |           | Partido Justicialista   |
| San Salvador     | Víctor Hugo Vilhem      |           | Partido Justicialista   |
| Tala             | Luis Alberto Schaaf     |           | Frente para la Victoria |
| Uruguay          | René Alcides Bonato     |           | Partido Justicialista   |
| Victoria         | Nestor E. Garcilazo     |           | Partido Justicialista   |
| Villaguay        | Jorge Armando Ghirardi  |           | Partido Justicialista   |

| 2007-2011        | 2007-2011                 | 2007-2011 | 2007-2011                                    |
| Departamento     | Senador                   | Partido   | Partido                                      |
| ---------------- | ------------------------- | --------- | -------------------------------------------- |
| Colón            | Oscar Arletazz            |           | Partido Justicialista                        |
| Concordia        | Héctor José Strassera     |           | Partido Justicialista                        |
| Diamante         | Raúl Abraham Taleb        |           | Partido Justicialista                        |
| Federación       | José Luis Panozzo         |           | Partido Justicialista                        |
| Federal          | Rubén Eusebio Ruíz        |           | Unión Cívica Radical                         |
| Feliciano        | Victorio Rosario Firpo    |           | Partido Justicialista                        |
| Gualeguay        | Hernán Darío Vittulo      |           | Partido Justicialista                        |
| Gualeguaychú     | Osvaldo Daniel Chesini    |           | Partido Justicialista                        |
| Islas del Ibicuy | César Eduardo Melchiori   |           | Partido Justicialista                        |
| La Paz           | Aldo Alberto Ballestena   |           | Partido Justicialista                        |
| Nogoyá           | Aurelio Juan Suárez       |           | Partido Justicialista                        |
| Paraná           | Santiago Nolberto Gaitán  |           | Partido Justicialista                        |
| San Salvador     | Horacio Rubén Díaz        |           | Frente para la Victoria y la Justicia Social |
| Tala             | Juan Reinaldo Navarro     |           | Frente para la Victoria y la Justicia Social |
| Uruguay          | Carlos Guillermo Schepens |           | Partido Justicialista                        |
| Victoria         | Carlos Aníbal Garbelino   |           | Partido Justicialista                        |
| Villaguay        | Jorge Armando Ghirardi    |           | Partido Justicialista                        |

| 2003-2007        | 2003-2007                         | 2003-2007 | 2003-2007                 |
| Departamento     | Senador                           | Partido   | Partido                   |
| ---------------- | --------------------------------- | --------- | ------------------------- |
| Colón            | Mariano Alberto López             |           | Partido Justicialista     |
| Concordia        | Héctor José Strassera             |           | Partido Justicialista     |
| Diamante         | Oscar Herdt                       |           | Partido Justicialista     |
| Federación       | Graciela Yolanda Zambón           |           | Unión Cívica Radical      |
| Federal          | Luis Alberto Luna                 |           | Unión Cívica Radical      |
| Feliciano        | Victorio Rosario Firpo            |           | Partido Justicialista     |
| Gualeguay        | Eduardo José Jodor                |           | Partido Justicialista     |
| Gualeguaychú     | Julio Jesús Majul                 |           | Nuevo Espacio Entrerriano |
| Islas del Ibicuy | César Eduardo Melchiori           |           | Partido Justicialista     |
| La Paz           | Juan Ramón Fleitas                |           | Partido Justicialista     |
| Nogoyá           | Carlos Dante Orlandi              |           | Partido Justicialista     |
| Paraná           | Teresa Hortensia Ferrari de Grand |           | Partido Justicialista     |
| San Salvador     | Hugo Oscar Berthet                |           | Partido Justicialista     |
| Tala             | Luis Manuel Leiva                 |           | Partido Justicialista     |
| Uruguay          | Sergio Gabriel Marsiglia          |           | Partido Justicialista     |
| Victoria         | Carlos Aníbal Garbelino           |           | Partido Justicialista     |
| Villaguay        | Héctor Darío Argain               |           | Partido Justicialista     |

| 1999-2003        | 1999-2003                | 1999-2003 | 1999-2003             |
| Departamento     | Senador                  | Partido   | Partido               |
| ---------------- | ------------------------ | --------- | --------------------- |
| Colón            | Diego Benjamín France    |           | Unión Cívica Radical  |
| Concordia        | Eduardo José María Cinto |           | Partido Justicialista |
| Diamante         | Juan Antonio Colobig     |           | Unión Cívica Radical  |
| Federación       | Pedro Armando Moix       |           | Unión Cívica Radical  |
| Federal          | Juan Carlos Luchessi     |           | Unión Cívica Radical  |
| Feliciano        | Victorio Rosario Firpo   |           | Partido Justicialista |
| Gualeguay        | Hugo Antonio Lesca       |           | Unión Cívica Radical  |
| Gualeguaychú     | José Daniel Irigoyen     |           | Partido Justicialista |
| Islas del Ibicuy | Félix Abelardo Pacayut   |           | Partido Justicialista |
| La Paz           | Daniel A. Rosas Paz      |           | Unión Cívica Radical  |
| Nogoyá           | Juan Enrique Ghiano      |           | Unión Cívica Radical  |
| Paraná           | Jorge Campos             |           | Unión Cívica Radical  |
| San Salvador     | Juan Carlos Arralde      |           | Unión Cívica Radical  |
| Tala             | Marcelo Pablo Casaretto  |           | Partido Justicialista |
| Uruguay          | Angel Roque Medina       |           | Unión Cívica Radical  |
| Victoria         | Jesús Darío Liberatore   |           | Unión Cívica Radical  |
| Villaguay        | Horacio César Jaime      |           | Partido Justicialista |

| 1995-1999        | 1995-1999              | 1995-1999 | 1995-1999             |
| Departamento     | Senador                | Partido   | Partido               |
| ---------------- | ---------------------- | --------- | --------------------- |
| Colón            | Elcio Luis Viollaz     |           | Unión Cívica Radical  |
| Concordia        | Mario Alberto Yedro    |           | Partido Justicialista |
| Diamante         | Humberto Carlos Re     |           | Unión Cívica Radical  |
| Federación       | Roberto Luis Tabeni    |           | Unión Cívica Radical  |
| Federal          | Roque Miguel Londra    |           | Unión Cívica Radical  |
| Feliciano        | Julio Walter Mármol    |           | Unión Cívica Radical  |
| Gualeguay        | Ricardo E. Pianovi     |           | Partido Justicialista |
| Gualeguaychú     | Luis Ernesto Leissa    |           | Partido Justicialista |
| Islas del Ibicuy | Félix Abelardo Pacayut |           | Partido Justicialista |
| La Paz           | Jorge Carlos Daud      |           | Partido Justicialista |
| Nogoyá           | Jorge Enrique Krenz    |           | Unión Cívica Radical  |
| Paraná           | Héctor Mario Seri      |           | Unión Cívica Radical  |
| Tala             | Lucio Angelino         |           | Unión Cívica Radical  |
| Uruguay          | José Carlos Scelzi     |           | Partido Justicialista |
| Victoria         | Juan Carlos Stratta    |           | Partido Justicialista |
| Villaguay        | Juan Ángel Redruello   |           | Unión Cívica Radical  |

| 1991-1995        | 1991-1995                   | 1991-1995 | 1991-1995             |
| Departamento     | Senador                     | Partido   | Partido               |
| ---------------- | --------------------------- | --------- | --------------------- |
| Colón            | Edwin René Benítez          |           | Unión Cívica Radical  |
| Concordia        | Juan Carlos Cresto          |           | Partido Justicialista |
| Diamante         | José Luis Brumatti          |           | Unión Cívica Radical  |
| Federación       | José Luis Lena              |           | Unión Cívica Radical  |
| Federal          | José Oscar Cardoso          |           | Unión Cívica Radical  |
| Feliciano        | Daniel Osvaldo Mármol       |           | Unión Cívica Radical  |
| Gualeguay        | Roberto Cosundino           |           | Partido Justicialista |
| Gualeguaychú     | Ricardo Raúl Paiva          |           | Partido Justicialista |
| Islas del Ibicuy | Félix Abelardo Pacayut      |           | Partido Justicialista |
| La Paz           | Emilio Aroldo E. Castrillón |           | Partido Justicialista |
| Nogoyá           | Ramón Emilio González       |           | Unión Cívica Radical  |
| Paraná           | Daniel Martín Welschen      |           | Partido Justicialista |
| Tala             | Arnoldo Osvaldo Gómez       |           | Partido Justicialista |
| Uruguay          | Hugo Ramón Cettour          |           | Partido Justicialista |
| Victoria         | Romualdo Sigifredo Navarro  |           | Partido Justicialista |
| Villaguay        | Alfredo Ceferino Thamm      |           | Unión Cívica Radical  |

| 1987-1991        | 1987-1991                | 1987-1991 | 1987-1991             |
| Departamento     | Senador                  | Partido   | Partido               |
| ---------------- | ------------------------ | --------- | --------------------- |
| Colón            | Alfredo Tomás Maffioly   |           | Unión Cívica Radical  |
| Concordia        | Mario Alberto Yedro      |           | Partido Justicialista |
| Diamante         | Humberto Carlos Re       |           | Unión Cívica Radical  |
| Federación       | Domingo Cano             |           | Unión Cívica Radical  |
| Federal          | Domingo Minetti          |           | Partido Justicialista |
| Feliciano        | Darío Antonio Alasino    |           | Unión Cívica Radical  |
| Gualeguay        | Alberto Mario Lagrenade  |           | Unión Cívica Radical  |
| Gualeguaychú     | Onofre Victoriano Ibarra |           | Partido Justicialista |
| Islas del Ibicuy | Félix Abelardo Pacayut   |           | Partido Justicialista |
| La Paz           | Bernardo Saint Paul      |           | Partido Justicialista |
| Nogoyá           | Sixto Mauricio Follonier |           | Partido Justicialista |
| Paraná           | Vicente Cangeri          |           | Partido Justicialista |
| Tala             | Lelio Alfredo Urriste    |           | Partido Justicialista |
| Uruguay          | Miguel Augusto Carlín    |           | Partido Justicialista |
| Victoria         | Jorge Raúl Otegui        |           | Partido Justicialista |
| Villaguay        | Carlos Luis Declercq     |           | Unión Cívica Radical  |

| 1983-1987    | 1983-1987                  | 1983-1987 | 1983-1987             |
| Departamento | Senador                    | Partido   | Partido               |
| ------------ | -------------------------- | --------- | --------------------- |
| Colón        | Gustavo Eduardo Marcó      |           | Unión Cívica Radical  |
| Concordia    | Ubaldo Mario López Bernis  |           | Partido Justicialista |
| Diamante     | Lorenzo Ambrosio Olalla    |           | Unión Cívica Radical  |
| Federación   | José Luis Lena             |           | Unión Cívica Radical  |
| Federal      | Jorge Héctor Heyde         |           | Partido Justicialista |
| Feliciano    | Dora Peletti de Concion    |           | Partido Justicialista |
| Gualeguay    | Federico A. Matteucci      |           | Unión Cívica Radical  |
| Gualeguaychú | Orlando Aníbal Aldaya      |           | Unión Cívica Radical  |
| La Paz       | Marcelino Hilarión Gavilán |           | Partido Justicialista |
| Nogoyá       | Juan Humberto Ghiano       |           | Unión Cívica Radical  |
| Paraná       | Ana Delia Almada           |           | Unión Cívica Radical  |
| Tala         | Héctor Chiozza             |           | Unión Cívica Radical  |
| Uruguay      | Nelson Juan Muñoz          |           | Unión Cívica Radical  |
| Victoria     | Daniel Pedro Sobrero       |           | Unión Cívica Radical  |
| Villaguay    | Juan Ángel Redruello       |           | Unión Cívica Radical  |